# Pandemic Studios
Pandemic Studios war ein US-amerikanisches Unternehmen, das Computerspiele entwickelt. Ab dem Jahr 2008 gehörte es zum Publisher Electronic Arts. Zuletzt betrieb Pandemic zwei Entwicklungsstudios in Los Angeles und Brisbane, Australien. Am 17. November 2009 wurde das Studio offiziell geschlossen.

## Geschichte
Der Firmenpräsident war Josh Resnick, der CEO war Andrew Goldman. Beide arbeiteten bis 1998 bei Activision und gründeten im gleichen Jahr die Pandemic Studios.
Ein zweites Entwicklungsstudio in Brisbane, Australien wurde im Jahr 2000 eröffnet. 2003 zog das kalifornische Studio vom Gründungsort Santa Monica nach Los Angeles (Westwood) in ein Hochhaus.
In einer 300-Millionen-Dollar-Fusion ging Pandemic Ende 2005 mit dem kanadischen Entwickler BioWare eine Partnerschaft ein. Mit Kapital der Kapitalbeteiligungsgesellschaft Elevation Partners wurde die VG Holding Corp. gegründet, deren Tochterunternehmen Pandemic und Bioware wurden. Zwei Jahre später, im Oktober 2007, wurde bekanntgegeben, dass Publisher Electronic Arts die VG Holding Corp. – und damit Pandemic und Bioware – für den Betrag von etwa 860 Millionen US-Dollar aufgekauft habe. Die Übernahme wurde im Januar 2008 abgeschlossen. Am 17. November 2009 gab Electronic Arts bekannt, dass das Studio geschlossen werde, der Name und die Franchises sollen jedoch fortgeführt werden.

## Spiele
- Battlezone II (1999)
- Dark Reign 2 (2000)
- Triple Play 2002 (2002)
- Star Wars: Clone Wars (2002)
- Army Men RTS (2002)
- Full Spectrum Warrior (2004)
- Star Wars: Battlefront (2004)
- Star Wars: Battlefront II (2005)
- Mercenaries: Playground of Destruction (2005)
- Destroy All Humans! (2005)
- Destroy All Humans! 2 (2006)
- Full Spectrum Warrior: Ten Hammers (2006)
- Mercenaries 2: World in Flames (2008)
- Der Herr der Ringe: Die Eroberung (15. Januar 2009)
- Saboteur (3. Dezember 2009)